# Mariuga Lisboa Antunes

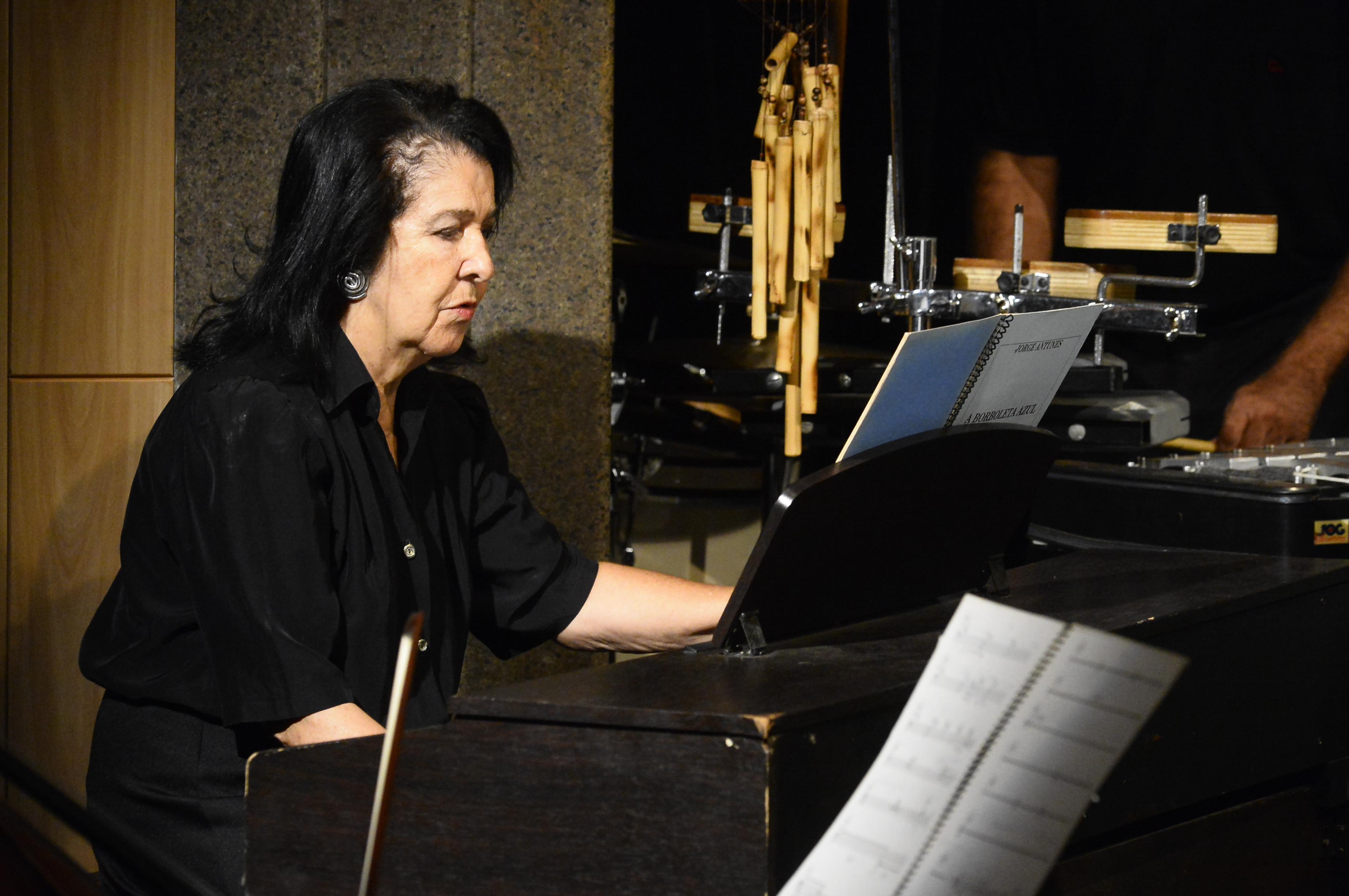
Mariuga Lisboa Antunes

Mariuga Lisboa Antunes (Belém do Pará, 10 de novembro de 1938 — Brasília, 31 de maio de 2023) foi uma pianista brasileira.
Iniciou seus estudos de piano em São Luís do Maranhão, transferindo-se aos 23 anos para o Rio de Janeiro, onde seguiu carreira em Educação Musical e Piano pela Escola de Música da então Universidade do Brasil, a atual UFRJ. Teve aulas de alta interpretação com Jacques Klein no Conservatório Brasileiro de Música e entre os anos de 1969 e 1970 no Mozarteum Argentino, onde teve master classes de piano com Sérgio Lorenzi e Maria Tipo. Foi ainda aluna de Elzira Amábile. 
Casou-se com o compositor brasileiro Jorge Antunes, em 1969, com quem teve os filhos Mauritz, Jorge e Marcus e também com quem participou de diversas turnês pelo Brasil e pela Europa.
Atuou como pianista correpetidora no Departamento de Música da Universidade de Brasília, especializando-se em música contemporânea e sendo também a pianista do Grupo de Experimentação Musical da UnB (GeMUnB), entre 1974 e 1978. 
Participou, em 1980, como pianista, na estreia mundial da obra Elegia Violeta para Monsenhor Romero, de Jorge Antunes, com a Orquestra Sinfonieta Israel, sob a regência do compositor, no programa do Festival da SIMC, em Bersebá, Israel.
Mariuga Lisboa Antunes faleceu em 31 de maio de 2023 em Brasília, após sofrer complicações em decorrência de uma cirurgia cardíaca.